# Elecciones generales de Italia de 1897
Las elecciones generales se celebraron en Italia el 21 de marzo de 1897, con una segunda ronda de votaciones el 28 de marzo. El bloque de izquierda "ministerial", dirigido por Giovanni Giolitti, siguió siendo el más grande del Parlamento, ganando 327 de los 508 escaños.

## Contexto histórico
La humillante derrota del ejército italiano en Adua en marzo de 1896 en Etiopía durante la Primera Guerra Italo-Etíope, provocó la renuncia de Francesco Crispi después de que estallaran disturbios en varias ciudades italianas.
El gabinete de Antonio Starabba que siguió se prestó a la campaña de Cavallotti y, a fines de 1897, las autoridades judiciales solicitaron a la Cámara de Diputados permiso para procesar a Crispi por malversación de fondos. Una comisión de investigación parlamentaria sólo descubrió que Crispi, al asumir el cargo en 1893, había encontrado vacías las arcas del servicio secreto, y había pedido prestado dinero a un banco estatal para financiarlo, reembolsándolo con las cuotas mensuales otorgadas en curso regular por el tesoro. La comisión, considerando irregular este procedimiento, propuso y la Cámara aprobó un voto de censura, pero se negó a autorizar un procesamiento.
La crisis que siguió al desastre de Adua permitió a Rudinì volver al poder como primer ministro y ministro del Interior en un gabinete formado por el veterano conservador General Ricotti. Firmó el Tratado de Addis Abeba que puso fin formalmente a la primera guerra ítalo-etíope reconociendo a Etiopía como un país independiente. Puso en peligro las relaciones con Gran Bretaña por la publicación no autorizada de correspondencia diplomática confidencial en un Libro Verde sobre asuntos abisinios.
Starabba reconoció la excesiva brutalidad de la represión de los Fasci Siciliani bajo su predecesor Crispi. Muchos miembros de Fasci fueron indultados y liberados de la cárcel.
Un nuevo partido participó en la elección, el Partido Republicano Italiano (PRI), dirigido por Carlo Sforza. El PRI tiene sus orígenes en la época de la unificación italiana y, más concretamente, en el ala democrático-republicana representada por figuras como Giuseppe Mazzini, Carlo Cattaneo y Carlo Pisacane.

## Partidos y líderes
| Partido | Partido                      | Ideología                             | Líder             |
| ------- | ---------------------------- | ------------------------------------- | ----------------- |
|         | Izquierda histórica          | Liberalismo, Centrismo                | Giovanni Giolitti |
|         | Derecha histórica            | Conservadurismo, Monarquismo          | Antonio Starabba  |
|         | Extrema izquierda histórica  | Republicanismo, Radicalismo           | Felice Cavallotti |
|         | Partido Republicano Italiano | Republicanismo, Radicalismo           | Giovanni Bovio    |
|         | Partido Socialista Italiano  | Socialismo, Socialismo revolucionario | Filippo Turati    |

## Resultados
|  | 64,37 % |

|  | 19,49 % |

|  | 8,27 % |

|  | 4,92 % |

|  | 2,95 % |

|  | 96,62 % |

|  | 3,38 % |

|  | 100 % |

|  | 52,20 % |

1. 1 2 3 4 5  Estimado